# Sportpark Eschen-Mauren
Sportpark Eschen-Mauren é um estádio localizado em Eschen, no principado de Liechtenstein. É utilizado pelo clube local, o USV Eschen/Mauren, para realização de suas partidas como mandante.
Inaugurado oficialmente em 1975, recebe ainda partidas da Copa de Liechtenstein, único torneio oficial existente no principado, que não possui campeonato nacional (os times do principado são alocados em várias divisões do futebol suíço).